# Veliki Gaber
Veliki Gaber je naselje u slovenskoj Općini Trebnju. Veliki Gaber se nalazi u pokrajini Dolenjskoj i statističkoj regiji Jugoistočnoj Sloveniji. 

## Stanovništvo
Prema popisu stanovništva iz 2002. godine naselje je imalo 315 stanovnika.